# Queen & Slim
Queen & Slim è un film del 2019 diretto da Melina Matsoukas, al suo debutto da regista cinematografica.

## Trama
L'avvocato difensore, Queen, ha una cena piuttosto imbarazzante con Slim, ragazzo conosciuto su Tinder, in un diner in Ohio. Slim riaccompagna Queen a casa, ma durante il tragitto, la sua presunta guida irregolare attira l'attenzione di un ufficiale di polizia, che ferma i due e costringe Slim ad uscire dalla macchina. L'ufficiale inizia quindi a cercare la presenza di eventuali armi e/o narcotici nell'auto e nel portabagagli. Quando Slim gli chiede se può sbrigarsi perché ha freddo, l'ufficiale estrae la sua pistola puntandola sul ragazzo. Queen esce dall'auto dichiarando di essere un'avvocato e rifiutandosi di tenere le mani visibili e il poliziotto le spara a una gamba. Slim spinge l'ufficiale riuscendo ad afferrare la pistola per poi sparargli.
Queen e Slim si mettono così in fuga consci del fatto che negli Stati Uniti non avrebbero vie di uscita in un processo, in quanto persone di colore. Appena giunti in Kentucky i due rimangono senza benzina, decidendo così di fare autostop, ma finiscono proprio nell'auto dello sceriffo Edgar, che ignaro li accompagna alla più vicina stazione di servizio. Edgar riceve poi un avviso alla radio sulla morte dell'ufficiale dell'Ohio e identifica Queen e Slim come sospetti. La coppia decide allora di rubare il pick-up dello sceriffo e di intrappolarlo nella bauliera della macchina di Slim.
I due si dirigono verso New Orleans per rifugiarsi a casa dello zio di Queen: Earl, un protettore. Sebbene zio Earl sia riluttante, Queen lo convince ad aiutarli poiché in precedenza lo aveva aiutato a evitare la prigione per l'accidentale uccisione di sua madre. Slim propone di fuggire a Cuba ed Earl dice loro che quando stava prestando servizio in Iraq, ha salvato la vita a Mr. Shepherd che sarebbe stato in grado di aiutarli ad arrivare a Miami. Queen e Slim alla fine prendono una delle auto di Earl e si dirigono verso la Florida.
Mentre continuano a guidare, l'auto della coppia si rompe. La portano da un meccanico nero il cui figlio adolescente, Junior, esprime la sua ammirazione per loro, che ora sono diventati virali a causa del video della dashcam dell'auto del poliziotto, ampiamente riconoscibili ed un simbolo di denuncia nei confronti dei soprusi che la comunità nera riceve costantemente dai poliziotti.
Il giorno successivo, sul tragitto per Miami, Queen fa visita alla tomba di sua madre, condividendo il dolore della sua perdita con Slim. Tra i due scatta finalmente la scintilla e hanno un rapporto sessuale in auto nei pressi del cimitero. Altrove, durante una protesta a sostegno per Queen e Slim, Junior estrae una pistola contro un poliziotto nero e gli spara impulsivamente in faccia, successivamente viene ucciso. Queen e Slim arrivano a casa degli Shepherd, ma una vicina li riconosce ed avvisa la polizia: il team della SWAT si presenta fuori poco dopo. Gli Shepherd, mentre cenano, raccontano loro di aver già pagato dicono che sulla loro testa c'è una taglia di 250.000$ ciascuno e danno loro le indicazioni per la persona in grado di portarli con un aereo a Cuba. Durante la cena, Mr. Shepherd, accortosi della presenza della SWAT, conduce Queen e Slim in un contropavimento sotto il letto nella loro camera, suggerendo loro di rimanervi fin quando non si saranno calmate le acque. Poco dopo la SWAT fa irruzione e perquisisce tutta la casa.
Il giorno seguente, i due escono dal vano segreto e si gettano in cortile attraverso la finestra, ma Queen si sloga una spalla. La coppia entra nel garage degli Shepherd: Slim rimette a posto la spalla di Queen, che grida per il dolore. Ciò attira l'attenzione di uno dei poliziotti di guardia fuori dalla casa. Quando il giovane poliziotto nero chiede al suo partner se ha sentito il rumore, il vecchio ufficiale bianco gli dice con condiscendenza di andare a vedere. Mentre la coppia tenta di fuggire dal garage, il poliziotto nero li scopre, ma decide sorprendentemente di lasciarli andare.
La coppia guida quindi fino al luogo in cui si incontreranno con la persona successiva. Arrivati lì, è ormai notte fonda e non trovano nessuno. Decidono di dormire in macchina fino al giorno successivo. Al mattino, vengono improvvisamente svegliati da un uomo che punta loro un fucile contro il finestrino. Dice loro di seguirlo nella sua roulotte perché può condurli all'amico che possiede l'aereo e che può portarli a Cuba. Dopo aver fatto alcune telefonate, li guida fino ad una piccola pista di decollo dove un aereo li sta aspettando. Mentre Queen e Slim camminano verso l'aereo, una squadra di poliziotti arriva dietro di loro.
Un poliziotto col megafono continua a ordinare loro di mettersi a terra. Una poliziotta spara al petto di Queen, uccidendola all'istante. Devastato, Slim raccoglie il suo corpo e la trasporta verso i poliziotti, che iniziano a sparargli a raffica. Viene pubblicata la notizia della tragica fine della caccia all'uomo e vengono resi pubblici i veri nomi della coppia Angela Johnson e Earnest Hines. Viene mostrato poi che l'uomo che li ha lasciati sulla pista d'atterraggio sta contando una grande quantità di denaro, indicando che in realtà stava lavorando con la polizia, ricevendo la taglia come ricompensa.
Centinaia di civili partecipano ai loro funerali: Queen e Slim sono diventati dei martiri.

## Produzione
Il progetto viene annunciato nel luglio 2018, che vede Daniel Kaluuya nel cast, Melina Matsoukas alla regia e James Frey e Lena Waithe alla sceneggiatura.
Le riprese del film sono iniziate nel gennaio 2019 e sono terminate nell'aprile dello stesso anno.

## Promozione
Il primo trailer del film viene diffuso il 23 giugno 2019.

## Distribuzione
La pellicola è stata presentata all'AFI Fest il 14 novembre 2019 e distribuita nelle sale cinematografiche statunitensi a partire dal 27 novembre. In Italia, programmato per il 16 aprile, il film è stato anticipato al 5 marzo 2020 a causa della pandemia di COVID-19.

## Riconoscimenti
- 2019 - Hollywood Music In Media Awards
  - Candidatura per il miglior album di colonna sonora
  - Candidatura per il miglior supervisore per la colonna sonora di un film a Kier Lehman
- 2019 - National Board of Review Awards[5]
  - Miglior regista esordiente a Melina Matsoukas
- 2020 - Costume Designers Guild Award[6]
  - Candidatura per i migliori costumi in un film contemporaneo a Shiona Turini
- 2020 - Directors Guild of America Award[7]
  - Candidatura per il miglior regista esordiente a Melina Matsoukas